# تومور قابل انتقال مقاربتی سگ‌سانان

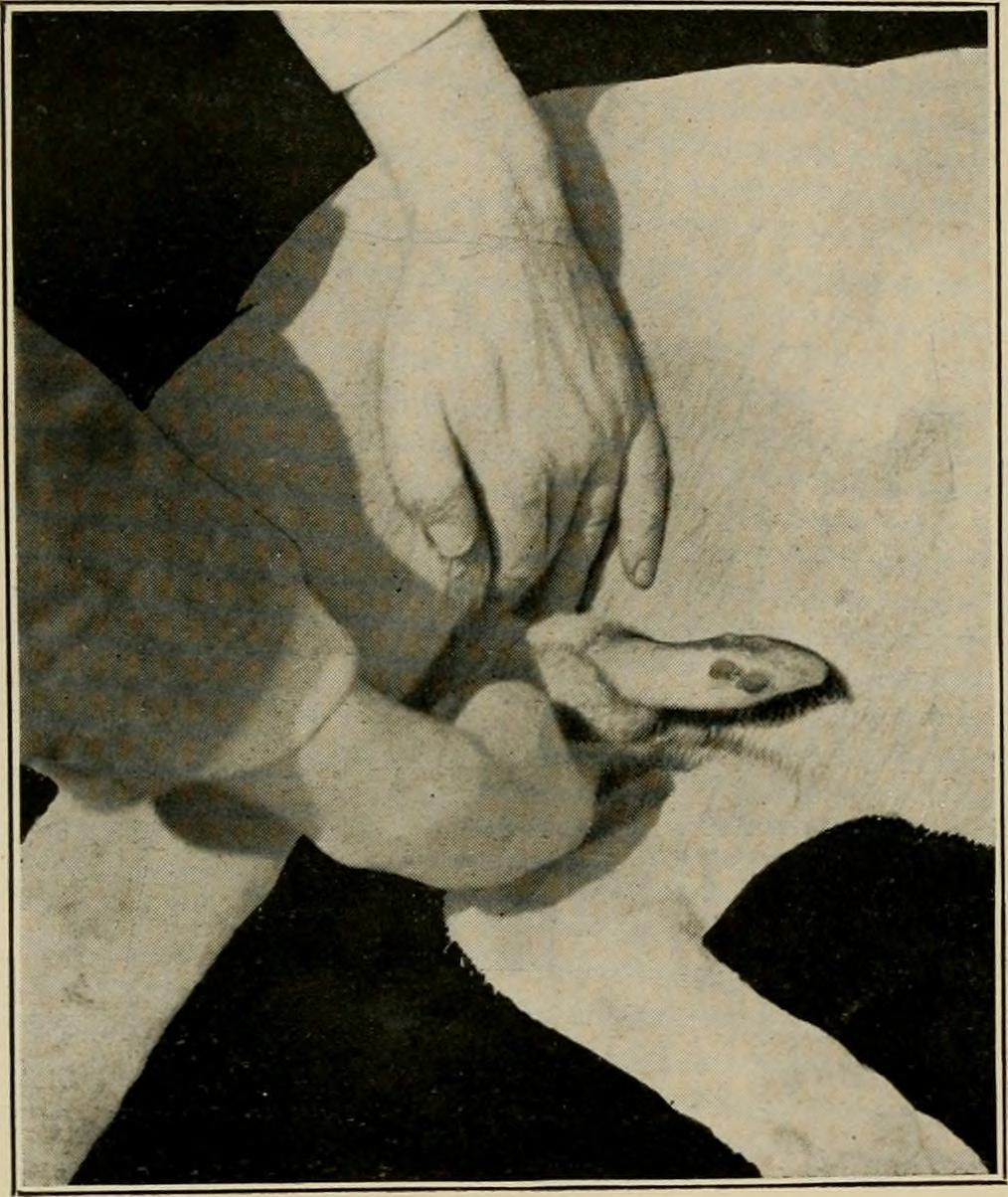
تصویر گرانولومای تناسلی روی آلت تناسلی سگ

تومورهای مقاربتی قابل انتقال سگ‌سانان یا تی‌وی‌تی (به انگلیسی: Canine transmissible venereal tumors) که با نام تومورهای تناسلی قابل انتقال (TVTs)، سارکوم تناسلی قابل انتقال سگ‌سانان (CTVS) و سارکوم عفونی نیز شناخته می‌شوند، نوعی تومور هیستیوسیتی از دستگاه تناسلی خارجی سگ‌ها و سایر سگ‌سانان است که عموماً هنگام جفت‌گیری، از حیوانی به حیوان دیگر منتقل می‌شود. این تومورها یکی از سه سرطان منتقل‌شونده شناخته شده در پستانداران است. دو سرطان منتقل‌شوندهٔ دیگر در پستانداران، عبارت‌اند از:
تومور صورتی شیطان تاسمانی، که سرطانی است که در شیطان تاسمانی رخ می‌دهد و سارکوم مُسری سلول‌های شبکیه در همستر سوری
سلول‌های توموری در این عارضه، خود، عوامل عفونی هستند و تومورهای ایجاد شده، ارتباط و اشتراک ژنتیکی با سگ‌سان میزبان ندارند. اگرچه ژنوم تی‌وی‌تی از یک سگ‌سان (احتمالا یک سگ، گرگ یا کایوت)، منشأ گرفته اما این سلول‌های توموری در حال حاضر اساساً به عنوان یک تک‌سلولی رفتار می‌کنند و تولید مثل غیرجنسی دارند، اما از طریق آمیزش جنسی منتقل می‌شوند. تجزیه و تحلیل توالی اسید نوکلئیکی موجود در ژنوم این سلول‌ها، نشان می‌دهد که این ژنوم، بیش از ۶۰۰۰ سال پیش به وجود آمده است. با توجه به تازه‌ترین بررسی‌های علمی، زمان پیدایش اولیهٔ آن‌ها مربوط به حدود ۱۱۰۰۰ سال پیش تخمین زده می‌شود. با این حال، نزدیک‌ترین نیای مشترک تومورهای فعلی، جدیدتر است و آن‌ها احتمالاً ۲۰۰ تا ۲۵۰۰ سال پیش منشأ گرفته‌اند. اخیراً منشأ این سلول‌ها، جمعیتی از سگ‌های بومی آمریکایی و کایوت‌ها معرفی شده است.
تی‌وی‌تی سگ‌سانان، برای نخستین بار، توسط دامپزشک اهل روسیه، ام.ای. نوینسکی (۱۸۴۱–۱۹۱۴) در سال ۱۸۷۶ توصیف گردید. او نشان داد که پیوند زدن این تومورها از سگی به سگ دیگر، باعث ابتلای سگ دوم می‌شود.

## زیست‌شناسی
این تومورها، تومورهای هیستیوسیتیک هستند که ممکن است از طریق جفت‌گیری، لیسیدن، گاز گرفتن و بو کشیدن نقاط آلوده به تومور، در بین سگ‌ها منتقل شوند. کاریوتایپ سلول‌های سازندهٔ این تومورها آنئوپلوئید است اما در همهٔ تومورهای نمونه‌برداری شده در مناطق مختلف جغرافیایی، دارای کروموزوم‌های نشانگر مشخص است.
تومورهای مقاربتی، اغلب در سگ‌های دارای آمیزش در مناطق گرمسیر و نیمه‌گرمسیر دارای آب و هوای معتدل و نقاطی که جمعیت زیادی از سگ‌های بی‌سرپرست وجود دارند، شایع است. اطلاعات کمی در مورد جزئیات نحوهٔ انتقال این تومورها وجود دارد. این بیماری، معمولاً هنگام جفت‌گیری سگ‌ها گسترش می‌یابد و حتی می‌تواند به سایر سگ‌سانان مانند روباه و کایوت نیز منتقل شود. سرکوب و تحلیل خودبه‌خودی این تومورها، احتمالاً به دلیل واکنش دستگاه ایمنی حیوان، امکان‌پذیر است. تومورهای مقاربتی اغلب متاستاز نمی‌دهند و متاستاز، در کمتر از ۵ درصد موارد، رخ می‌دهد. در توله‌سگ‌ها و سگ‌های دارای نقص ایمنی اما این موضوع صدق نمی‌کند و احتمال وقوع متاستاز در آن‌ها بیشتر از ۵ درصد است. متاستاز معمولاً در گره‌های لنفاوی در ناحیهٔ مشخصی از بدن حیوان رخ می‌دهد. اما در پوست، مغز، چشم، کبد، طحال، بیضه، راست‌روده و ماهیچه‌های اسکلتی نیز دیده می‌شود. بیوپسی برای تشخیص این تومورها ضروری است.
یکی از دلایل شیوع این بیماری این است که یک سگ مبتلا به تی‌وی‌تی، می‌تواند در طول زندگی خود با چندین سگ ماده جفت‌گیری و ده‌ها توله تولید کند. این موضوع، به تومور اجازه می‌دهد تا تعداد بیشتری ماده و توله را آلوده کند و تومورها به سگ‌های دیگر و به نسل‌های بعد نیز منتقل شوند.

## ژنتیک
سلول‌های تی‌وی‌تی، تعداد کروموزوم کمتری نسبت به سلول‌های معمول سگ‌ها دارند. سلول‌های سگ به‌طور معمول ۷۸ کروموزوم دارند، در حالی‌که سلول‌های تومور، حاوی ۵۷ تا ۶۴ کروموزوم هستند که از نظر ظاهری نیز با ظاهر کروموزوم‌های سلول‌های عادی سگ‌ها متفاوت است. همه کروموزوم‌های سگ به غیر از کروموزوم ایکس و کروموزوم Y، آکروسنتریک هستند و دارای یک سانترومر بسیار نزدیک به انتهای کروموزوم هستند. این در حالیست که بسیاری از کروموزوم‌های تی‌وی‌تی، متاسانتریک یا ساب‌متاسانتریک هستند و سانترومر آن‌ها در نزدیکی وسط کروموزوم قرار دارد.
همه سلول‌های توموری در تی‌وی‌تی، دارای رمز ژنتیکی بسیار مشابهی هستند و اغلب، اما نه همیشه، با دی‌ان‌ای سلول‌های سگ میزبان خود شباهتی ندارند.

## نشانه‌ها
تی‌وی‌تی در سگ‌های نر، آلت تناسلی و پوست ختنه‌گاه و در سگ‌های ماده، فرج را تحت تأثیر قرار می‌دهد. در موارد نادر ممکن است دهان یا بینی سگ، تحت تأثیر قرار گیرد. این تومورها اغلب ظاهری شبیه گل کلم دارند. علائم تی‌وی‌تی تناسلی شامل ترشحات غیرعادی از قسمت پیشین آلت و در برخی موارد احتباس ادرار، که ناشی از انسداد مجرای ادرار است. علائم تی‌وی‌تی در بینی سگ‌ها شامل فیستول بینی، خون‌ریزی بینی و سایر ترشحات غیرعادی در بینی و همچنین ورم صورت و بزرگ شدن گره‌های لنفاوی زیر فک است.

## درمان
جراحی ممکن است به دلیل محل نامناسب قرارگیری این تومورها دشوار باشد و جراحی به تنهایی اغلب منجر به عود بیماری می‌شود. شیمی‌درمانی برای درمان تی‌وی‌تی، بسیار مؤثر است. رایج‌ترین داروهای شیمی‌درمانی مورد استفاده برای درمان تی‌وی‌تی، وینکریستین، وینبلاستین و دوکسورابیسین هستند. اگر شیمی‌درمانی به تنهایی مؤثر نباشد، ممکن است پرتودرمانی مورد نیاز باشد.